# 8472 Тарроні
8472 Тарроні (8472 Tarroni) — астероїд головного поясу, відкритий 12 жовтня 1983 року.
Тіссеранів параметр щодо Юпітера — 3,312.